# Tipo 97 Te-Ke
La Tipo 97 Te-Ke (九七式軽装甲車; Kyū-nana-shiki kei sōkōsha, en japonés) fue una tanqueta empleada por el Ejército Imperial Japonés durante la segunda guerra sino-japonesa, en Nomonhan contra la Unión Soviética y la Segunda Guerra Mundial. Fue diseñada como un veloz vehículo de reconocimiento, para reemplazar a la anterior Tipo 94 Te-Ke.

## Historia y desarrollo
Los orígenes de la Tipo 97 se remontan a un prototipo con motor diésel de la Tipo 94, desarrollado por Hino Motors en 1936. A pesar de que el prototipo tenía un motor más potente y un cañón de mayor calibre, las pruebas iniciales no fueron exitosas y el Ejército Imperial Japonés exigió numerosas modificaciones antes de ser aceptado. Hino respondió con un prototipo modificado en noviembre de 1937, en el cual se había instalado el motor en la parte posterior del chasis. Este diseño fue aceptado y la producción empezó en 1938. Se produjeron un total de 616 unidades desde 1938 hasta 1944 (1 en 1937, 56 unidades en 1938, 217 en 1939, 284 en 1940 y 58 unidades entre 1941 y 1944).

## Diseño

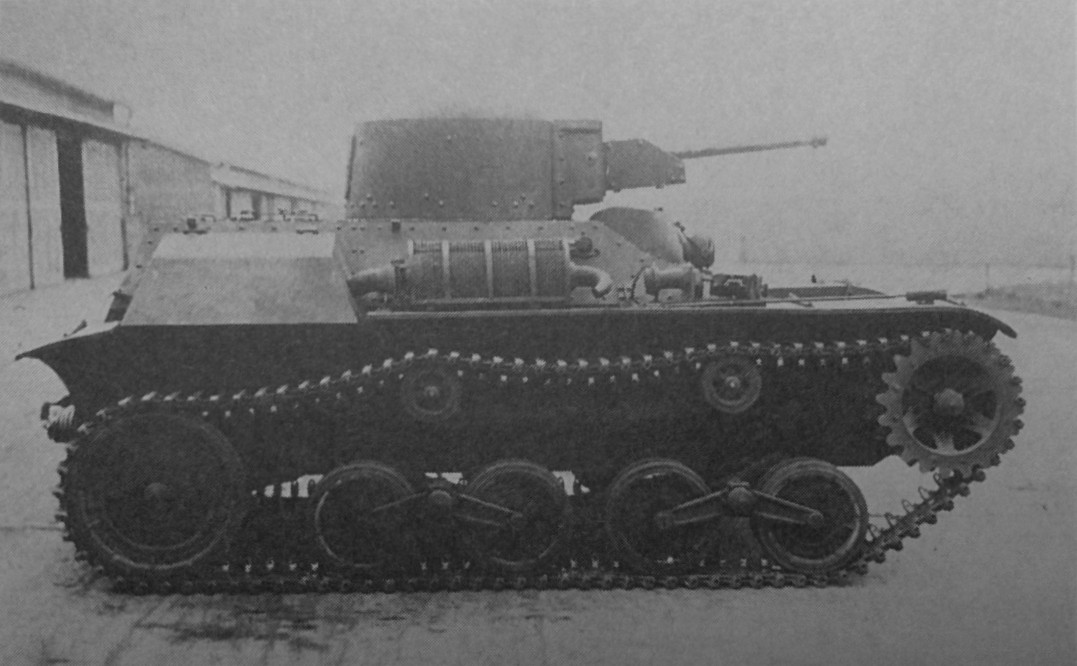
Una Tipo 97 Te-Ke de perfil.

Aunque el chasis tenía una forma similar, el diseño de la Tipo 97 era diferente al de la Tipo 94 en varias áreas importantes. El motor iba situado atrás y la torreta (junto al comandante) fue situada en el centro del tanque. Esto posicionó al chofer a la izquierda del comandante, mejorando la comunicación entre ambos. Al igual que en la Tipo 94, el interior estaba forrado con sábanas de asbesto. 
El armamento principal era un cañón Tipo 94 de 37 mm, con 96 proyectiles y una caña de 136 cm, que también era empleado por el tanque ligero Tipo 95 Ha-Go. Su ángulo de elevación iba de -15° a +20°, mientras que podía girar 20° a cada lado. Sin embargo, debido a problemas de producción de este cañón, la mayoría de tanquetas fueron equipadas con una ametralladora Tipo 97 calibre 7,70 mm.
En 1939, la Tipo 97 reemplazó a la Tipo 94 en la línea de montaje. Fue principalmente suministrada a regimientos de reconocimiento y, al igual que los tanques del Ejército estadounidense antes de 1941, no fue diseñada para enfrentarse a tanques enemigos. Debido a que era un vehículo de reconocimiento, construido para velocidad y no combate directo, su casco y torreta fueron diseñados solo para dos tripulantes; el comandante de la tanqueta debía cargar, apuntar y disparar el cañón. Al igual que la mayoría de tanquetas, tenía un blindaje muy delgado y era presa fácil para cualquier arma antitanque.

## Variantes
Se produjeron diversas variantes de la Tipo 97. Entre estas figuraban el transporte blindado de personal Tipo 98 So-Da, que servía para transportar soldados y municiones. Otra variante producida fue el Tipo 100 Te-Re, que fue designado como vehículo de observación artillera.

## Historial de combate

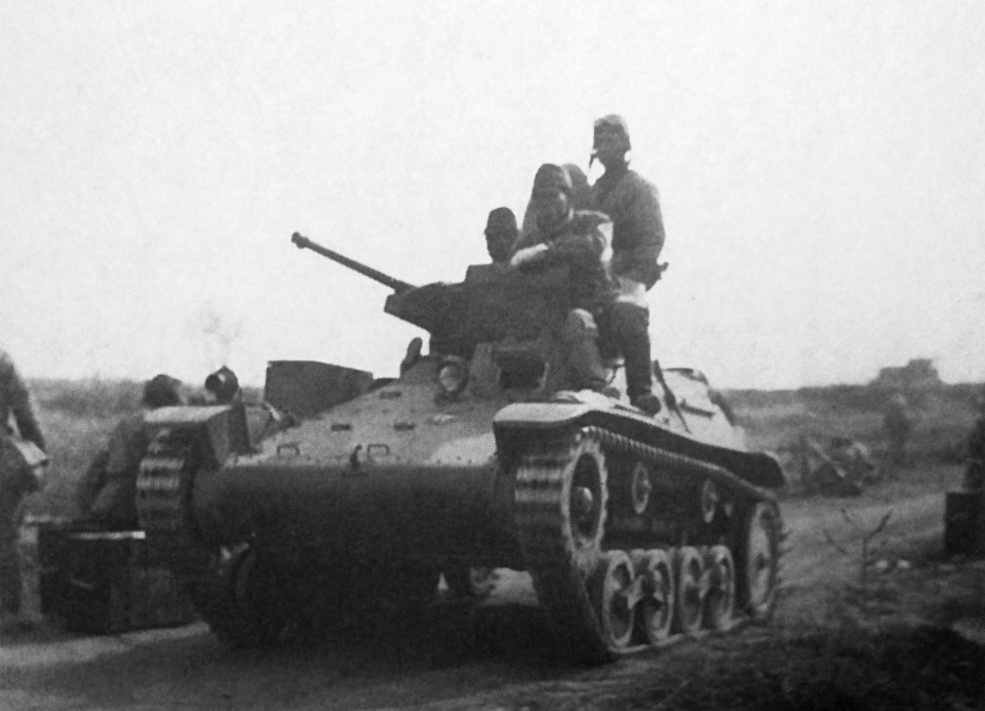
Una Tipo 97 Te-Ke en China.

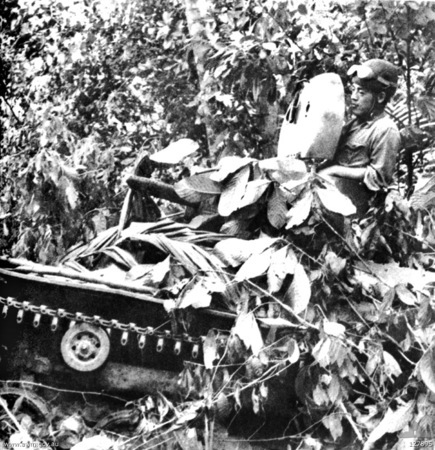
Una Tipo 97 Te-Ke camuflada en la Batalla de Muar, 17 de enero de 1942.

Usualmente, las tanquetas Tipo 97 eran distribuidas para apoyar a las divisiones de infantería, en donde muchas veces eran empleadas como tractores blindados y vehículos de aprovisionamiento, así como para reconocimiento.
A pesar de sus múltiples deficiencias de diseño, la Tipo 97 fue empleada exitosamente en combate en China durante la segunda guerra sino-japonesa, ya que el Ejército Nacional Revolucionario solo tenía 3 batallones de tanques, los cuales estaban formados por algunas tanquetas italianas L3/33. Su ligereza le facilitaba el transporte a través del mar o ríos. La Tipo 97 fue empleada por primera vez en combate contra el Ejército Rojo durante la Batalla de Khalkhin Gol, desde mayo hasta agosto de 1939. A pesar de no estar diseñada para combate directo, en esa batalla la tanqueta Tipo 97 se enfrentó a los cañones antitanque y los cañones de 45 mm de los tanques ligeros soviéticos BT-5 y BT-7. 
Al inicio de la Segunda Guerra Mundial, la Tipo 97 contribuyó significativamente a las victorias japonesas en la Campaña de Malasia y la Campaña de Filipinas, debido a que su poco peso le permitía cruzar los puentes sin pilares que no habrían soportado el paso de tanques más pesados, así como su reducido tamaño le permitía viajar por los serpenteantes y estrechos caminos de la época.

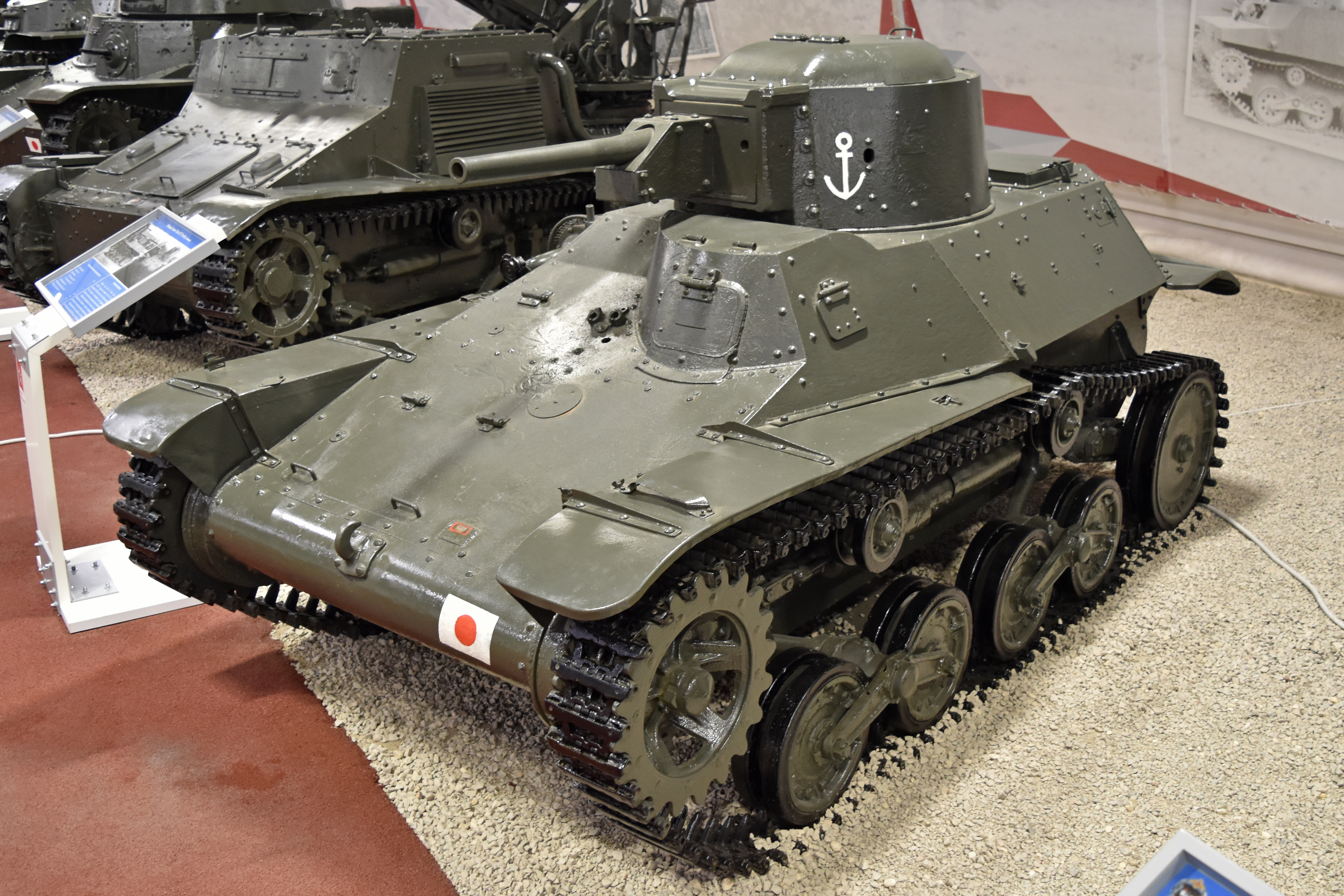
Tipo 97 Te-Ke en el Museo de Tanques de Kubinka, Rusia.